# 山口県立下関北高等学校
山口県立下関北高等学校（やまぐちけんりつしものせききたこうとうがっこう）は、山口県下関市豊北町大字滝部に所在する公立高等学校。

## 設置学科
- 普通科

## 沿革
- 2018年4月1日 - 山口県立響高等学校と山口県立豊北高等学校を統合し開校[2]。校舎は旧豊北高校の校舎を引き継いでいる。

## スクール・ミッション
One for All ; All for One